# Tolumnio
Tolumnio (in latino Tolumnius) è un personaggio dell'Eneide di Virgilio. Appare negli ultimi libri del poema, quelli dedicati alla guerra fra italici e troiani.
Tolumnio è un guerriero dotato di poteri divinatori, che diventa l'augure dell'esercito italico al posto di Ramnete, dopo l'uccisione di costui ad opera di Niso. Ma proprio come il suo predecessore si rivela profeta incapace; inoltre egli appare tratteggiato negativamente. Giuturna, sorella di Turno, dopo aver assunto le sembianze del fantasma di Camerte, istiga Tolumnio a violare la tregua concordata tra i due eserciti. L'augure scaglia una lancia che colpisce mortalmente uno dei nove figli dell'arcade Gilippo: la guerra si scatena così nuovamente, e Tolumnio cadrà in combattimento, quasi un castigo per il grave atto commesso. Svolge nel poema virgiliano un ruolo analogo a quello di Pandaro nell'Iliade.